# Lionel Bender
Lionel Bender (Mechanicsburg, Pennsylvania, 18 de agosto de 1934 — Cape Girardeau, Missouri, 19 de fevereiro de 2008) foi um escritor e linguista norte-americano, autor e co-autor de vários livros, publicações e ensaios sobre línguas africanas. Ao falecer, era professor de linguística na Universidade Estadual de Michigan.
Entre seus trabalhos mais conhecidos estão Languages of Wadai-Darfur, Language in Ethiopia, Preliminary Gaam-English-Gaam Dictionary e Berta Lexicon.